# Ágnes asszony
Az Ágnes asszony Arany János 1853-ban írt lélektani balladája, a költő nagykőrösi korszakában született.

## Keletkezése
Az Ágnes asszony Arany első, nagykőrösi balladaíró korszakában született, amikor tanári állása mellett elkezdte kibontakoztatni költői tehetségét is. A költő balladái témájuk szerint két csoportra oszthatóak, történelmi jellegűekre, mint A walesi bárdok és az V. László, valamint a népies művekre, amely csoportba tartozik az Ágnes asszony is. Balladáival Arany a kisepika műfaját tervezte megújítani, ehhez elsősorban a skót balladák és a székely népdalköltészet formavilágát használta fel.

## Történet
A történet egy falusi életképpel kezdődik, egy asszony lepedőjét mossa a patakban, azonban a vászondarab véres. A balladai homály miatt nem derülnek ki tisztán az előzmények, de a falubeli gyerekeknek és a szomszédoknak is ügyetlenül hazudik, azt állítja, a vérfolt csibéjének vére és férje sem halt meg, csak bent alszik a házban. Ezután a pandúrok elfogják és börtönbe viszik. A fogdában kezd elméje elborulni, de a bírósági tárgyaláson szeretője vallomása alapján életfogytiglan börtönre ítélik férje meggyilkolásáért, míg a szeretőt fölakasztják. Ágnes asszony könyörgésére a bírák megsajnálják és hazaengedik, de az égi igazságszolgáltatás elől nem menekülhet, mintegy sziszüphoszi munkaként örökké mosnia kell a véres lepedőt.

## Szerkezete
A ballada szerkezete körkörös, spirális jellegű, 26 ötsoros versszakból áll, a strófák végét refrén zárja le (,,Oh! irgalom atyja, ne hagyj el"). A mű három jól elválasztható részre tagolódik, az első négy versszakban Ágnes asszonyt láthatjuk, ahogy a patakban mos, az 5-19. versszak a főszereplő börtönbe kerülését és tárgyalást taglalja, a harmadik részben pedig az asszony visszatér a kezdeti állapothoz, a mosáshoz és őrülete időtlenné válik. A balladai homály, amely végigvonul a költeményen erősíti a történet szakadozottságát és a főszereplő lélekábrázolását. Amíg az első szakasz csak pár óra alatt játszódik le, addig az utolsó versszakok több éves időszakot mutatnak be apró motívumokkal jelezve (ősz haj, szétfoszlott lepedő) az idő múlását.